# حسین‌قلی‌لار (گدابیگ)
حسین‌قلی‌لار (به لاتین: Hüseynqulular) یک منطقه مسکونی در جمهوری آذربایجان است که در شهرستان گدابیگ واقع شده است.